# Ectopistidectes
Ectopistidectes is een geslacht van rechtvleugeligen uit de familie sabelsprinkhanen (Tettigoniidae). De wetenschappelijke naam van dit geslacht is voor het eerst geldig gepubliceerd in 1985 door Rentz.

## Soorten
Het geslacht Ectopistidectes omvat de volgende soorten:
- Ectopistidectes daptes Rentz, 1985
- Ectopistidectes viridis Rentz, 1985